# Сорты (деревня)
Сорты — деревня в составе Троицкого муниципального образования Заларинского района Иркутской области.

## Происхождение названия
Название Сорты (ранее Сарты) может происходить от этнонима сартулы. Есть мнение, что данный этноним образован от слова сарты — общего наименования части населения Средней Азии в XV—XIX веках, в частности, так называли таджиков и узбеков.

## Население
| 2002 | 2010 | 2011 | 2012 |
| ---- | ---- | ---- | ---- |
| 773  | ↘611 | ↘610 | ↘598 |

Согласно Всероссийской переписи населения 2010 года в деревне проживали 611 человек (300 мужчин и 311 женщин).

## Известные уроженцы
- Бельков, Юрий Анатольевич — российский хирург.